# مينجوفال
مينجوفال (بالفرنسية: Mingoval)‏ هي بلدية تقع في إقليم باد كاليه من منطقة نور با دو كاليه في شمال فرنسا. تبلغ مساحة هذه المدينة 3.79 (كم²)، وترتفع عن سطح البحر 125 م، يبلغ عدد سكانها 206 نسمة حسب إحصاء المعهد الوطني للإحصاء والدراسات الاقتصادية سنة 2009 م. وترأس Jacques Deneux البلدية خلال فترة (2008-2014).